# Boulevard de la Cambre
Pour les articles homonymes, voir La Cambre.
Ne doit pas être confondu avec Avenue Legrand ou Avenue du Bois de la Cambre.
Le boulevard de la Cambre (en néerlandais : Terkamerenlaan) est une artère qui relie l'avenue Legrand au rond-point de l’Étoile dans les communes de Bruxelles et Ixelles.